# أنتوني روسو
أنتوني روسو (بالإنجليزية: Anthony Russo) هو سياسي أمريكي، ولد في 1920، وتوفي في 6 مارس 1985 في الولايات المتحدة. حزبياً، نشط في الحزب الديمقراطي. وقد انتخب عضو مجلس نواب أوهايو.